# Sakamoto Ryoma
Det här är en artikel om en person med japanskt personnamn; Sakamoto är familjenamnet.
Sakamoto Ryōma, född 1836 och död 1867, var en av de mest kända historiska personerna i Japan. Han bidrog till att modernisera och göra Japan mer västerländskt. Sakamoto föddes i Kochi i dåvarande Tosaprovinsen på ön Shikoku. Tidigare generationer av hans familj hade nått tillräckligt välstånd som sakebryggare för att köpa sig den lägsta rangen i samurajernas sociala hierarki. 

## Biografi
Vid tolv års ålder blev Sakamoto inskriven i en privat skola, men det var en kortlivad episod i hans liv då han visade litet intresse för studier. Hans äldre syster skrev in honom i fäktningsklasser när han var fjorton, efter att han blivit mobbad i skolan. När han nådde vuxen ålder var han en mästarlig svärdsman. 1853 var han i Edo som elev till Chiba Sadakichi, en mästare av Hokushin Ittō-ryū-kenjutsu. Det året kom kommendören Matthew C. Perry från USA med en fartygsflotta för att tvinga Japan ur sin månghundraåriga isoleringspolitik. När Sakamoto avslutade sina studier 1858, återvände han till Kochi. 
År 1862 organiserade hans vän, Takechi Hanpeita, det regeringstrogna partiet "Kinnoto". Deras politiska paroll var "vörda kejsaren, utvisa utlänningarna". Det bestod av ca 200 samurajer, främst av lägre rang, som insisterade på att reformera Tosas regering. Sedan Tosas överherre vägrade att erkänna gruppen, konspirerade de för att mörda Yoshida Toyo, vilken blev mördad först efter att Sakamoto rest iväg. Sakamoto deltog bara till namnet i rörelsen, eftersom Takechi krävde en revolution endast för Tosaklanen och Sakamoto ville att de skulle göra något för alla i Japan. Han bestämde sig för att lämna Tosa och separera från Takechi. På den tiden var ingen tillåten att lämna sin klan utan tillstånd, vilket kunde bestraffas med dödsstraff. En av Sakamotos systrar begick självmord eftersom han lämnade utan tillåtelse. Sakamoto skulle senare använda alias "Saitani Umetaro" när han arbetade mot shogunen.
Medan han var en ronin, bestämde Sakamoto sig för att mörda Katsu Kaishu, en högt uppsatt tjänsteman i Tokugawa-shogunatet. Dock övertalades Sakamoto av Katsu Kaishu om nödvändigheten av en långsiktig plan för att öka Japans militära styrka. Istället för att döda Katsu Kaishu, började Sakamoto jobba som hans assistent och skyddsling. År 1864, då Tokugawashogunatet började ta en hård linje, flydde Sakamoto till Kagoshima som utvecklas som ett viktigt centrum för antishogun-rörelsen. Sakamoto lyckades förhandla fram en hemlig allians mellan Chōshū- och Satsumaprovinserna. Satsuma och Chōshū hade historiskt varit hårda fiender och Sakamotos position som en neutral utomstående var avgörande för att överbrygga tillitsklyftan.
1866 vann Chōshū en seger över Tokugawaklanens styrkor och shogunatets kollaps närmade sig allt mer, vilket gjorde att Tosaklanen återkallade Sakamoto till Kochi med heder. Förhoppningen var att Tosaklanen skulle kunna förhandla fram en lösning mellan shogunen och kejsaren med Sakamotos hjälp. Förhandlingarna slutade med att shogunen Tokugawa Yoshinobu 1867 frivilligt lämnade makten till förmån för kejsaren, vilket genom Meijirestaurationen ledde till Meijiperioden.
Sakamoto mördades i december 1867 på ett värdshus i Kyoto. Trots att det inkom ett erkännande av vem som utförde mordet, ställdes mördaren aldrig inför rätta.

## Övrigt
Asteroiden 2835 Ryoma är uppkallad efter honom.